# نيكولاس تومسون
نيكولاس تومسون (بالإنجليزية: Nicholas Thompson)‏ هو لاعب غولف أمريكي، ولد في 25 ديسمبر 1982 في بلانتيشن في الولايات المتحدة.

## وصلات خارجية
- الموقع الرسمي
- نيكولاس تومسون على موقع رابطة لاعبي الغولف المحترفين (الإنجليزية)
- نيكولاس تومسون على موقع التصنيف العالمي الرسمي للغولف (الإنجليزية)